# ساخاگاچهی
ساخاگاچهی (به لاتین: Sakhagachhi) یک روستا در بنگلادش است که در استان باریسال و در ناحیه پیروج‌پور واقع شده‌است.